# Lars Hamberger
Lars Axel Hamberger, född 12 april 1939 i Stockholm, död 2 juni 2021 i Mölnlycke, var en svensk läkare. Han var son till Carl-Axel Hamberger.
Hamberger blev medicine licentiat 1967. Han blev medicine doktor 1968 med avhandlingen  Effects of gonadotrophins on the metabolism of the rat ovary och därefter samma år docent i fysiologi. År 1974 blev han docent i obstetrik och gynekologi vid Göteborgs universitet, professor i obstetrik och gynekologi vid Karolinska institutet 1983, var klinikchef vid kvinnokliniken på Karolinska sjukhuset 1984–1985 och på Sahlgrenska sjukhuset från 1986.
Efter att ha begärt tjänstledighet 2000 förvägrades han senare att återgå i tjänst, då han enligt arbetsgivaren begärt tjänstledighet fram till pensioneringen. Detta ledde till en strid mellan arbetsgivaren och Hamberger, som hävdade att man ville få bort honom på grund av sin skarpa kritik mot forskning, undervisning, vårdens organisation och nedskärningar. År 2002 valde Arbetsdomstolen att gå på universitetets linje. Flera hundra lärare vid medicinska fakulteten krävde i ett brev till universitetets rektor att Hamberger skulle återinsättas i tjänst, men fakultetens chef, Pam Fredman, avslog deras begäran. En lärosal vid Göteborgs universitet bär Lars Hambergers namn.
Hamberger genomförde 1981 in vitro-fertilisering för första gången i Norden och det första IVF-barnet föddes därigenom 1982. Han har varit internationell redaktör för Acta obstetricia et gynecologica Scandinavica, International Journal of Invitrofertilization och styrelseledamot i flera internationella medicinska organisationer. Han författade även skrifter i hormon- och fortplantningslära och skrev texterna till fotografen Lennart Nilssons Ett barn blir till.
Lars Hamberger tilldelades 1999 Hilda och Alfred Erikssons pris från Kungliga Vetenskapsakademin för sin forskning om in vitro-fertilisering. Han är gravsatt på Råda kyrkogård.